# Catagonium politum
Catagonium politum là một loài Rêu trong họ Catagoniaceae. Loài này được (Hook. f. & Wilson) Dusén ex Broth. mô tả khoa học đầu tiên năm 1908.